# Battaglia di Andalien
La battaglia di Andalien, svoltasi nel febbraio del 1550, fu uno scontro notturno tra 20 000 Mapuche guidati dal toqui Ainavillo ed i 200 spagnoli di Pedro de Valdivia, a cavallo e a piedi, rafforzati da numerosi Yanacona tra cui 300 Mapochoes ausiliari guidati da Michimalonco.

## Storia
Pedro de Valdivia, dopo aver raggiunto il fiume Bío Bío il 24 gennaio 1550, ne iniziò l'esplorazione scontrandosi con gruppi sempre più numerosi di guerrieri Mapuche. Dopo circa 10 giorni fece iniziò il ritorno verso il mare accampandosi in una pianura stretta tra i fiumi Bio-Bio e Andalién, con un lago che proteggeva il suo campo su un lato. Rimase qui per due giorni e due notti. Durante la seconda notte il toqui Ainavillo, ed i suoi 20 000 guerrieri ordinati in tre divisioni, scese dalle colline boscose dirigendosi verso il campo spagnolo credendo che la notte li avrebbe difesi dalla cavalleria, rendendo paurosi i cavalli. Speravano anche di cogliere gli spagnoli di sorpresa. Invece i conquistadores erano pronti; ogni notte Valdivia teneva metà dei suoi uomini di guardia, pronti alla difesa. Il lago obbligò i Mapuche ad attaccare su un solo lato.
L'attacco notturno fu respinto dopo tre ore di dura battaglia. Le cariche della cavalleria non riuscirono a rompere la densa formazione Mapuche, e molti cavalli furono feriti. Alla fine Valdivia ordinò di smontare da cavallo, ed egli stesso combatté a piedi insieme ai suoi uomini. Grazie all'armamento composto di armature, spade e scudi, oltre alle frecce dei Mapochoes, gli spagnoli uccisero circa 300 Mapuche che, spinti dai compagni che sopraggiungevano, formarono vere e proprie cataste di corpi davanti alle linee spagnole. Alla fine furono respinti, stanchi, decimati e disorganizzati, con i propri arcieri rimasti senza frecce. Gli spagnoli ne approfittarono contrattaccando. Valdivia mandò Michimalonco ed i suoi 300 Mapochoes all'inseguimento, uccidendone buona parte. Alla fine si contarono 3000 Mapuche uccisi tra battaglia e ritirata, secondo quanto affermato da Lobera. Gli spagnoli subirono una sola perdita, un uomo colpito da un proiettile vagante di un archibugiere, ma molti furono i feriti, sia tra i soldati sia tra i cavalli. Dopo aver speso un giorno a curare i feriti ripresero la marcia verso Penco, nella Baia di Concepción, punto di incontro concordato con le navi di Juan Bautista Pastene.